# Chris Tallman
Christopher Tallman (Madison, 22 september 1970) is een Amerikaanse acteur. Hij is onder andere bekend van de Amerikaanse comedyserie De Thundermans, waarin hij de rol van vader Hank Thunderman speelt, en van Comedy Central-series als Crossballs en Reno 911. Hij is ook de maker van de populaire Channel 101-series Time Belt.
Tallman is getrouwd met Sarah Stanard sinds 28 oktober 2006.

## Film en Televisie
| jaar      | naam                                                  | rol                                              | notitie                                  |
| --------- | ----------------------------------------------------- | ------------------------------------------------ | ---------------------------------------- |
| 1997      | Comic Cabana                                          | The Bert Fershners                               | TV serie                                 |
| 1998      | Spin City                                             | Uitsmijter (bouncer)                             | TV serie, 1 aflevering                   |
| 1999      | Diagnosis Murder                                      | Andy Baxter                                      | TV serie, 1 aflevering                   |
| 1999      | Angel                                                 | Nick                                             | TV serie, 1 aflevering                   |
| 1999      | Frank Leaves for the Orient                           | Ed                                               | TV serie, 2 afleveringen                 |
| 2000      | Battle of the Sitcoms                                 | Verkoper                                         | TV serie                                 |
| 2002      | Robot Bastard!                                        | Commandant                                       | Korte Film (short)                       |
| 2002      | Dan Harmon's Batman                                   | Therapeut                                        | Korte video (video short)                |
| 2003      | El Dorko                                              | Mr. Crawford                                     | Short                                    |
| 2003      | Ultraforce                                            | De Alchimist                                     | TV short                                 |
| 2003-2020 | Reno 911!                                             | Gary the Klansman, Shelby's Vader en De P*rn Guy | TV serie, speelt in 10 afleveringen      |
| 2003      | Computerman                                           | Lyn Stalmaster                                   | TV serie short, speelt in 1 aflevering   |
| 2003-2004 | Time Belt                                             | Dr. Daniel Bloom                                 | TV serie, 8 afleveringen.                |
| 2004      | Paradise                                              | Mr. Finch                                        | TV short                                 |
| 2004      | Quintuplets                                           | Josh                                             | TV serie, speelt in 1 aflevering         |
| 2005      | Dick Richards: Private Dick                           | King Pack                                        | Tv serie short, speelt in 2 afleveringen |
| 2005      | Gregory Sh*tc*ck, P.I.                                | Chris Tallman Sh*tc*ck                           | TV serie short, speelt in 2 afleveringen |
| 2005      | The Wright Stuff                                      | Birdman                                          | TV serie short                           |
| 2005-2006 | The Wastelander                                       | Bruce                                            | TV serie short, speelt in 5 afleveringen |
| 2006      | Emily's Reasons Why Not                               | De Carney werknemer                              | TV mini series, speelt in 1 aflevering   |
| 2006      | Armageddon for Andy                                   | Bert De Schildpad                                | Film                                     |
| 2006      | House                                                 | Vince                                            | TV serie, speelt in 1 aflevering         |
| 2006      | Rescue Dawn                                           | De DJ                                            | Film                                     |
| 2006      | Jimmy Kimmel Live                                     | Boswachter                                       | TV serie/show, speelt in 1 aflevering    |
| 2006      | Woria: Queen of Power                                 | Vader                                            | TV short                                 |
| 2006      | La La Land                                            | Stu Glickman                                     | TV short                                 |
| 2006      | Just the Three of Us                                  | Good Morning Earth jongen                        | Video Short                              |
| 2007      | Reno 911! Miami                                       | Alligator specialist                             | Film                                     |
| 2007      | The King of Queens                                    | Bill                                             | TV serie, speelt in 1 aflevering         |
| 2007      | Halfway Home                                          | Victor Galaxy                                    | TV serie, speelt in 1 aflevering         |
| 2007      | Cautionary Tales of Swords                            | Studiopresentator                                | TV serie short, speelt in 1 aflevering   |
| 2007      | American Body Shop                                    | Dr. Gunterman                                    | TV serie, speelt in 1 aflevering         |
| 2007      | Back to You                                           | Agent Pete Thurston                              | TV serie, speelt in 1 aflevering         |
| 2007      | The Sarah Silverman Program                           | Agent Thwidge en De Weerman                      | TV serie, speelt in 3 afleveringen       |
| 2007      | Frank TV                                              | Ed McMahon                                       | TV serie, speelt in 1 aflevering         |
| 2007      | UCB Comedy Originals                                  | ---                                              | TV serie short, speelt in 3 afleveringen |
| 2008      | The Crystal tape                                      | ---                                              | TV short                                 |
| 2008      | How I met Your Mother                                 | Mark                                             | TV serie, speelt in 1 aflevering         |
| 2008      | 2 Girls, 1 Cup: The Show                              | Frenchy                                          | TV serie short, speelt in 1 aflevering   |
| 2008      | Water and Power                                       | Huisbaas                                         | TV serie short, speelt in 1 aflevering   |
| 2008      | Kitten vs. Newborn                                    | Chuck Packman                                    | TV serie, speelt in 3 afleveringen       |
| 2008      | Chocolate News                                        | Alan Boda                                        | TV serie, speelt in 9 afleveringen       |
| 2008      | Man Stroke Woman                                      | Meerdere Personages                              | TV Film                                  |
| 2009      | ER                                                    | Burt Mulligan                                    | TV serie, speelt in 1 aflevering         |
| 2009      | Sh*tbuster                                            | Frank Tallman                                    | TV serie short, speelt in 1 aflevering   |
| 2009-2014 | Channy Awards                                         | Lynn Stallmaster en Dr. Disaster                 | TV serie, speelt in 5 afleveringen       |
| 2009      | The Mentalist                                         | Carl Resnick                                     | TV serie, speelt in 1 aflevering         |
| 2009      | Match.com reclame                                     | ---                                              | Short                                    |
| 2009      | Parks and Recreation                                  | Wendell Adams                                    | TV serie, speelt in 1 aflevering         |
| 2010      | 1945A                                                 | Kapitein                                         | Short                                    |
| 2010      | Miami Medical                                         | Sam Seaver                                       | TV serie, speelt in 1 aflevering         |
| 2010      | Chevron Thinks We're Stupid                           | ---                                              | Short                                    |
| 2010      | Alabama                                               | Skipper                                          | TV film                                  |
| 2011      | The Date                                              | Leslie Scheckter                                 | Short                                    |
| 2011      | Bones                                                 | Connor Trammel                                   | TV serie, speelt in 1 aflevering         |
| 2011      | The League                                            | Mr. Swall                                        | TV serie, speelt in 1 aflevering         |
| 2012      | Stoned Debates I: Is Marriage an Outdated Institution | ---                                              | Short                                    |
| 2012      | Stoned Debates II: Subway vs Quiznos                  | Bill Mesersmits                                  | Short                                    |
| 2012      | Stoned Debates II: Highlights                         | Bill Mesersmits                                  | Short                                    |
| 2012      | Stoned Debates I: Highlights                          | Bill Mesersmits                                  | Short                                    |
| 2012-2013 | Car-Jumper                                            | Bedlam                                           | TV serie, speelt in 2 afleveringen       |
| 2012      | Zombie Apocalypse                                     | ---                                              | Video short (niet in de credits)         |
| 2013      | Community                                             | Portier                                          | TV series, speelt in 1 aflevering        |
| 2013-2016 | Comedy Bang! Bang!                                    | Chef Rene en Rechter                             | TV serie, speelt in 2 afleveringen       |
| 2013      | Rizzoli & Isles                                       | David Sutton                                     | TV serie, speelt in 1 aflevering         |
| 2013-2018 | De Thundermans                                        | Hank Thunderman                                  | TV serie, speelt in 98 afleveringen      |
| 2014      | The Haunted Hathaways                                 | Hank Thunderman                                  | TV serie, speelt in 1 aflevering         |
| 2015      | Nickelodeon's Ho Ho Holiday Special                   | Carl                                             | TV Film                                  |
| 2016      | Bajillion Dollar Propertie$                           | Hector                                           | TV serie, speelt in 1 aflevering         |
| 2017      | Nickelodeon's Sizzling Summer Camp Special            | Carl                                             | TV film                                  |
| 2018      | Hotel Du Loone                                        | Kenneth Lowe                                     | TV serie, speelt in 8 afleveringen       |
| 2018      | GO! Cartoons                                          | Pottyhorse, Hair Metal Buffalo en Sammin' Salmon | TV serie, speelt in 1 aflevering         |
| 2018-2019 | Hot Streets                                           | Brett Bryce, een Boer en een werknemer           | TV serie, speelt in 3 afleveringen       |
| 2019      | Knight Squad                                          | De Afveger                                       | TV serie, speelt in 1 aflevering         |
| 2019      | Live from the 8th Dimension                           | De Dokter                                        | TV serie, speelt in 3 afleveringen       |
| 2020      | Brews Brothers                                        | Cody                                             | TV serie, speelt in 1 afleveringen       |